# Jürgen Straub (Psychologe)

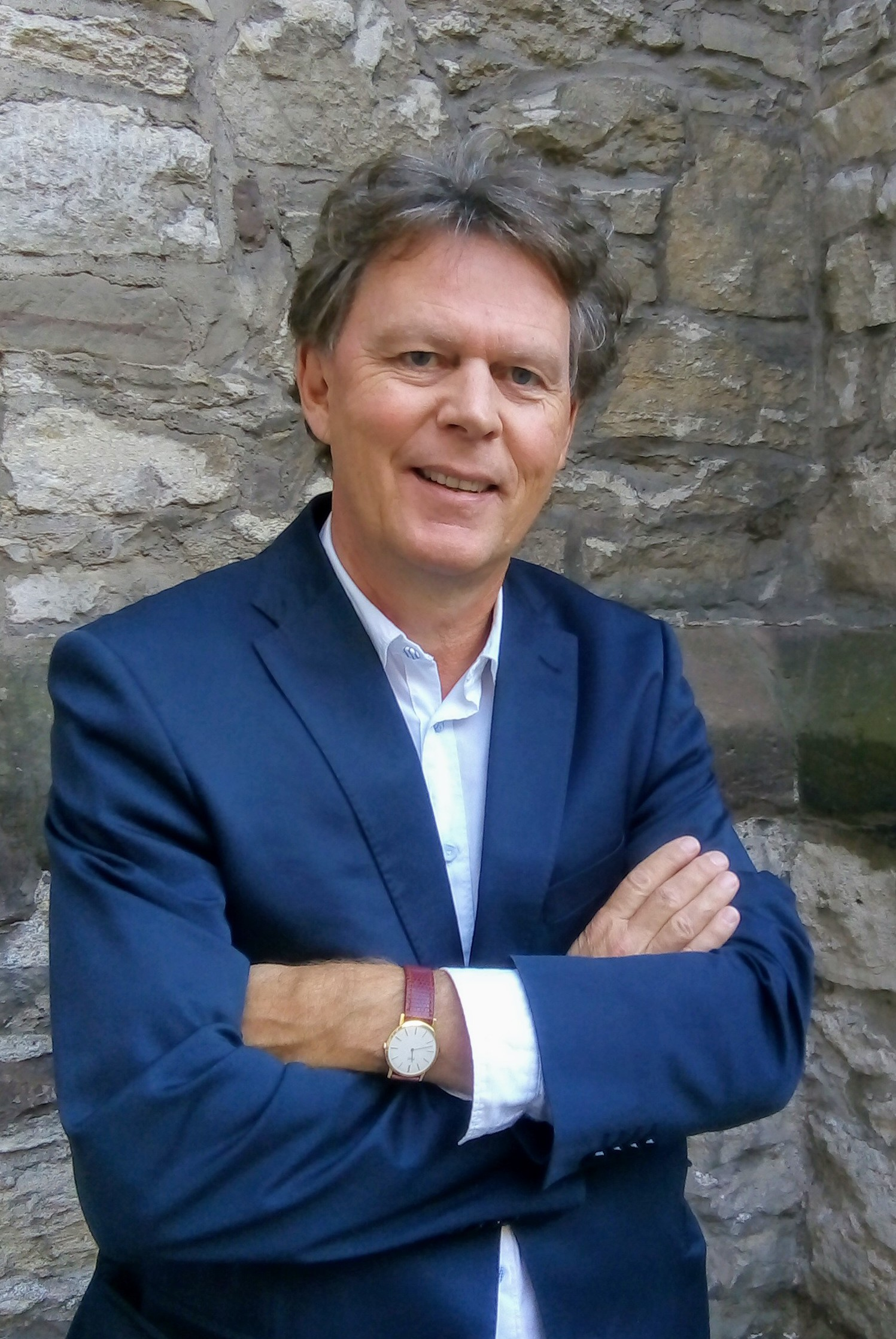
Jürgen Straub (2018)

Jürgen Straub (* 13. Oktober 1958 in Stuttgart) ist ein deutscher Psychologe, Sozial- und Kulturwissenschaftler. Er ist seit 2008 Inhaber des Lehrstuhls für Sozialtheorie und Sozialpsychologie an der Ruhr-Universität Bochum, Ko-Direktor des Hans Kilian und Lotte Köhler-Centrums für sozial- und kulturwissenschaftliche Psychologie und historische Anthropologie sowie Mitherausgeber der Zeitschrift Psychosozial.

## Leben
Straub legte 1977 das Abitur am humanistischen Spohn-Gymnasium Ravensburg ab und studierte danach in Zürich und Erlangen Psychologie, Soziologie und Philosophie. Seine Promotion erfolgte 1989 an der Universität Erlangen-Nürnberg, wo er 1995 das Habilitationsverfahren abschloss.
Von 1994 bis 1995 war er Fellow am Zentrum für interdisziplinäre Forschung der Universität Bielefeld (ZiF-Forschungsgruppe „Historische Sinnbildung“, Leitung Jörn Rüsen). 1999–2001 leitete er (mit  Burkhard Liebsch) eine Studiengruppe zum Thema „Lebensformen im Widerstreit. Identität und Moral unter dem Druck gesellschaftlicher Desintegration“ am Kulturwissenschaftlichen Institut Essen (KWI). 
Zugleich war er Mitglied des Vorstands des KWI, Dozent an der Privat-Universität Witten-Herdecke sowie ausserplanmässiger Professor an der Universität Erlangen-Nürnberg. 2001–2002 vertrat er den Lehrstuhl für Mikrosoziologie im Institut für Soziologie der Justus-Liebig-Universität Gießen (Jörg Bergmann). 2002 war er Fellow am KWI Essen, von 2002 bis 2008 dann Professor für Interkulturelle Kommunikation an der Philosophischen Fakultät der Technischen Universität Chemnitz. 2004–2008 war er Mitglied im Wissenschaftlichen Beirat des Sigmund-Freud-Instituts in Frankfurt a. M. 2004–2010 leitete er das interdisziplinäre Graduiertenkolleg „Interkulturelle Kommunikation – Interkulturelle Kompetenz“ der Hans Böckler-Stiftung (mit Jörn Rüsen). 
Seit 2004 ist Straub Vorsitzender des Vorstands der Stiftung für Kulturwissenschaften (im Stifterverband für die Deutsche Wissenschaft). 2008–2016 war er Stellvertretender Leiter des internationalen/interdisziplinären Projekts „Humanismus in der Epoche der Globalisierung. – Ein interkultureller Dialog über Kultur, Menschheit und Werte“ (im KWI Essen, Leitung: Jörn Rüsen, gefördert von der Stiftung Mercator).
Seit 2008 ist er Inhaber des Lehrstuhls für Sozialtheorie und Sozialpsychologie in der Fakultät für Sozialwissenschaften der Ruhr-Universität Bochum, 2009–2014 war er Mitglied des Vorstands des Centrums für religionswissenschaftliche Studien (CERES, Research Department der RUB), 2010–2016 auch Mitglied (Mentor, Projekteinwerbung) in der Mercator Research Group II: Spaces of Anthropological Knowledge an der RUB. Von 2010 bis 2013 war er Dekan der Fakultät für Sozialwissenschaft der RUB. Seit 2014 ist er (mit  Pradeep Chakkarath) Ko-Direktor des von der Köhler-Stiftung langfristig geförderten Hans Kilian und Lotte Köhler-Centrums für sozial- und kulturwissenschaftliche Psychologie und historische Anthropologie (KKC).
Seit 2016 ist Straub in dem vom Bundesministerium für Bildung und Forschung (BMBF) geförderten Projekt inSTUDIES plus der RUB Leiter des Maßnahmefeldes „intensiv und interdisziplinär studieren“. Seit 2017 ist Straub auch Mitglied des Kuratoriums des Instituts für Diaspora- und Genozidforschung (IDG) der RUB.

## Schwerpunkte
Straubs Forschungen und Publikationen kreisen um die systematische Entwicklung einer interpretativen Handlungs- und Kulturpsychologie, die konsequent interdisziplinär ausgerichtet ist und insbesondere soziologische und philosophische Perspektiven einbezieht. Ein übergeordnetes Ziel ist die Integration theoretischer und methodologischer Reflexionen sowie historischer und empirischer Forschungen mit zeitdiagnostischem Potential. Zu den langfristigen Forschungsinteressen – die um Schwerpunkte des Lehrstuhl-Teams ergänzt werden – zählen: Kulturpsychologie; narrative Psychologie; interdisziplinäre Sozial- und Kulturtheorie; sozial- und kulturwissenschaftliche Psychoanalyse; interkulturelle Kommunikation, Koexistenz und Kompetenz; religiöse und säkulare Lebens- und Subjektivitätsformen; Geschichte der Psychologie und der Psychologisierung moderner Gesellschaften; Handlungstheorie, Identitätstheorie, Gedächtnistheorie und Biographietheorie; komparative Sozialforschung und Kulturanalyse; Hermeneutik und qualitative Methoden.
Die Forschungsinteressen schlagen sich im Aufbau eines interdisziplinären kulturpsychologischen Schwerpunkts in den BA- und MA-Studiengängen der Fakultät für Sozialwissenschaft der RUB nieder, insbesondere im seit 2009 bestehenden MA-Studienprogramm „Kultur und Person“ sowie den von Straub verantworteten Angeboten im Rahmen der strukturierten Promotion. Der interdisziplinäre kulturpsychologische Schwerpunkt ist im deutschsprachigen Raum derzeit konkurrenzlos. Enge Kooperationen in Forschung und Lehre werden mit verwandten Unternehmungen im Ausland gepflegt, z. B. mit dem Niels Bohr Professorship Centre for Cultural Psychology an der Universität Aalborg (Jaan Valsiner). Bislang ca. 30 Doktoranden sowie zahlreiche Mitarbeiter des Lehrstuhls wirken an der Profilierung einer sozial- und kulturwissenschaftlichen Psychologie bzw. psychologisch informierten Sozialwissenschaft mit.

## Auszeichnungen
- 1994/1995: Fellowship am ZiF Bielefeld
- 1999–2002: Fellowship am KWI Essen
- WS 2010/2011: MERCUR-Fellowship, Stiftung Mercator Essen
- 2015: Ernst-E.Boesch-Preis für Kulturpsychologie der Gesellschaft für Kulturpsychologie[1]
- 2016/2017: Distinguished Robert Bellah-Fellowship der Max-Planck-Gesellschaft, Fellow am Max Weber Kolleg für kultur- und sozialwissenschaftliche Studien in Erfurt
- 2017: Höffmann-Wissenschaftspreis für Interkulturelle Kompetenz, Verleihung durch die Universität Vechta

## Publikationen (Auswahl)

### Als Autor
- Historisch-psychologische Biographieforschung. Theoretische, methodologische und methodische Argumentationen in systematischer Absicht. Mit einem Vorwort von Heiner Legewie. Asanger, Heidelberg 1989.
- Geschichte, Biographie und friedenspolitisches Handeln. Biographieanalytische und sozialpsychologische Analysen auf der Basis von narrativen Interviews mit Naturwissenschaftlern und Naturwissenschaftlerinnen. Reihe „Biographie u. Gesellschaft“ (Band 20), Leske + Budrich, Opladen 1993.
- Handlung, Interpretation, Kritik. Grundzüge einer textwissenschaftlichen Handlungs- und Kulturpsychologie. Reihe „Perspektiven der Humanwissenschaften“ (Band 18), De Gruyter, Berlin/New York 1999.
- Verstehen, Kritik, Anerkennung. Das Eigene und das Fremde in den interpretativen Wissenschaften. Wallstein, Göttingen 1999.
- mit D. Weidemann: Die verstehend-erklärende Psychologie und das Forschungsprogramm subjektive Theorien. Psychosozial, Gießen 2015.
- Religiöser Glaube und säkulare Lebensformen im Dialog: Personale Identität und Kontingenz in pluralistischen Gesellschaften. Ernst-E.-Boesch-Preis für Kulturpsychologie 2015. Psychosozial, Gießen 2016.
- mit P. Chakkarath, S. Salzmann: Psychologie der Polyvalenz. (Reihe: Kultur – Gesellschaft – Psyche. Sozial- und kulturwissenschaftliche Studien, Hg. von Sabisch-Fechtelpeter, K.; Sørensen, E.; Straub, J. Bd. 11) Westdeutscher Universitätsverlag (im Druck), 2017.

### Als Herausgeber
- mit W. Kempf, H. Werbik: Psychologie. Eine Einführung. Grundlagen, Methoden, Perspektiven. dtv, München 1997, 5. Aufl. 2005.
- mit J. Rüsen: Die dunkle Spur der Vergangenheit. Psychoanalytische Zugänge zum kulturellen Gedächtnis. Suhrkamp, Frankfurt 1998.
- Erzählung, Identität und historisches Bewußtsein. Die psychologische Konstruktion von Zeit und Geschichte. Suhrkamp, Frankfurt a. M. 1998.
- mit H. Werbik: Handlungstheorie. Begriff und Erklärung des Handelns im interdisziplinären Diskurs. Campus, Frankfurt a. M. 1999.
- mit A. Kochinka, H. Werbik: Psychologie in der Praxis. Anwendungs- und Berufsfelder einer modernen Wissenschaft. dtv, München 2000.
- mit K. Grünberg: Unverlierbare Zeit. Langfristige psychosoziale Folgen des Nationalsozialismus bei Nachkommen von Opfern und Tätern. edition diskord, Tübingen 2001.
- mit J. Renn: Transitorische Identität. Der Prozesscharakter des modernen Selbst. Campus, Frankfurt a. M./New York 2002.
- mit J. Renn, S. Shimada: Übersetzung als Medium des Kulturverstehens und sozialer Integration. Campus, Frankfurt a. M./New York 2002.
- mit B. Liebsch: Lebensformen im Widerstreit. Integrations- und Identitätskonflikte in modernen Gesellschaften. Campus, Frankfurt a. M./New York 2003.
- mit F. Jäger: Handbuch der Kulturwissenschaften. Band 2: Paradigmen und Disziplinen. Metzler, Stuttgart 2004 (Sonderausgabe 2011).
- Narration, Identity and Historical Consciousness. The Psychological Construction of Time and History. Berghan Books, New York/Oxford 2005.
- mit D. Weidemann, C. Kölbl, B. Zielke: Pursuit of Meaning. Theoretical and Methodological Advances in Cultural and Cross-Cultural Psychology. transcript, Bielefeld 2006.
- mit A. und D. Weidemann: Handbuch Interkulturelle Kommunikation und Kompetenz. Metzler, Stuttgart 2007.
- mit A. Weidemann, S. Nothnagel: Wie lehrt man interkulturelle Kompetenz? Theorie, Methoden und Praxis in der Hochschulausbildung. transcript, Bielefeld 2010.
- mit J. Rüsen: Dark Traces of the Past. Psychoanalysis and Historical Thinking. Berghan Books, New York/Oxford 2011.
- Der sich selbst verwirklichende Mensch. Über den Humanismus der Humanistischen Psychologie. transcript, Bielefeld 2012.
- mit A. Sieben, K. Sabisch-Fechtelpeter: Menschen machen. Die hellen und dunklen Seiten humanwissenschaftlicher Optimierungsprogramme. transcript, Bielefeld 2012.
- mit E. Sørensen, P. Chakkarath, G. Rebane: Kulturpsychologie, Wissenschaftsgeschichte und Interdisziplinarität. Hans-Kilian-Vorlesungen zur sozial- und kulturwissenschaftlichen Psychologie und integrativen Anthropologie, Bd. 1. Psychosozial Verlag, Giessen 2015.
- mit P. Chakkarath: Hans Kilian, Gesammelte Schriften Bd. 2: Das enteignete Bewusstsein. Zur dialektischen Sozialpsychologie. Mit einer Einführung der Herausgeber. Psychosozial, Gießen 2015.

- mit P. S. Ruppel: Psychosozial (Schwerpunktausgabe Vegan und Kerosinfrei. Das ökologische Selbst) 40 (2), 2017.
- mit A. Métraux: Prothetische Transformationen des Menschen: Ersatz, Ergänzung, Erweiterung, Ersetzung. (Reihe: Kultur – Gesellschaft – Psyche. Sozial- und kulturwissenschaftliche Studien, Hg. von Sabisch-Fechtelpeter, K.; Sørensen, E.; Straub, J. Bd. 10). Westdeutscher Universitätsverlag, Bochum 2017.

### Aufsätze
- Identität. In: F. Jäger, B. Liebsch (Hrsg.): Handbuch der Kulturwissenschaften. Grundlagen und Schlüsselbegriffe (Band 1). Stuttgart: Metzler, Stuttgart 2004, S. 277–303.
- Interkulturelle Kommunikation – eine wissenschaftliche Disziplin? In: A. Moosmüller (Hrsg.): Interkulturelle Kommunikation. Konturen einer wissenschaftlichen Disziplin (Münchener Beiträge zur Interkulturellen Kommunikation, Bd. 20). Waxmann, Münster u. a. 2007, S. 209–241.
- Historische Positionen und Entwicklungslinien einer Kultur integrierenden Psychologie. In: H.-J. Kornadt, G. Trommsdorff (Hrsg.): Kulturvergleichende Psychologie. Enzyklopädie der Psychologie. Serie VII. Themenbereich C „Theorie und Forschung“. Hogrefe, Göttingen 2007, S. 119–178.
- mit E. Boesch: Kulturpsychologie. Prinzipien, Orientierungen, Konzeptionen. In: H.-J. Kornadt, G. Trommsdorff, G. (Hrsg.): Kulturvergleichende Psychologie. Enzyklopädie der Psychologie. Serie VII. Themenbereich C „Theorie und Forschung“. Göttingen: Hogrefe, Göttingen 2007, S. 25–95.
- Psychologie in Europa. Europa in der Psychologie. In F. Jaeger, H. Joas (Hrsg.): Europa im Spiegel der Kulturwissenschaften. Nomos, Baden-Baden 2008, S. 117–156.
- Interkulturelle Kompetenz – eine humanistische Perspektive. In: J. Rüsen, H. Laass, H. (Hrsg.): Interkultureller Humanismus. Menschlichkeit in der Vielfalt der Kulturen. Wochenschau Verlag, Schwalbach 2009, S. 300–333.
- mit P. Chakkarath: Kulturpsychologie. In: G. Mey, K. Mruck (Hrsg.): Handbuch Qualitative Forschung in der Psychologie. Verlag für Sozialwissenschaften, Konstanz 2010, S. 195–209.
- Das Verstehen kultureller Unterschiede. Relationale Hermeneutik und komparative Analyse in der Kulturpsychologie. In: G. Cappai, S. Shimada, J. Straub (Hrsg.): Interpretative Sozialforschung und Kulturanalyse. transcript, Bielefeld 2010, S. 39–99.

- Was ist und was will »Kulturpsychologie« heute? In: W. Dreyer, U. Hößler (Hrsg.): Perspektiven interkultureller Kompetenz. Göttingen: Vandenhoeck & Ruprecht, Göttingen 2011, S. 21–38.
- Interdisziplinarität. Positionen und Perspektiven in der Fakultät für Sozialwissenschaft der Ruhr-Universität Bochum. (Diskussionspapiere aus der Fakultät für Sozialwissenschaft) 11-1. Ruhr-Universität Bochum, Bochum 2011.
- Identität. In: R. Konersmann (Hrsg.): Handbuch der Kulturphilosophie. Metzler, Stuttgart 2012, S. 334–339.
- mit C. Kölbl: Erinnerung. In: P. Kolmer, A. G. Wildfeuer, A. G. (Hrsg.): Neues Handbuch philosophischer Grundbegriffe.  Alber, Freiburg i. Br. 2012, S. 668–698.
- Der naturalisierte und der programmierte Mensch. Lebenswissenschaften, Bioethik und psychosozialer Wandel: Psychologische Annotationen zu Jürgen Habermas’ Sorge um eine optimierende Eugenik. In: A. Sieben, K. Sabisch-Fechtelpeter, J. Straub (Hrsg.). Menschen machen. Die hellen und dunklen Seiten humanwissenschaftlicher Optimierungsprogramme. transcript, Bielefeld 2012, S. 107–142.

- Selbstoptimierung im Zeichen der »Auteronomie«. Paradoxe Strukturen der normierten Selbststeigerung: von der »therapeutischen Kultur« zur »Optimierungskultur«. In: Psychotherapie & Sozialwissenschaft, 15, 2, 2013, S. 5–38.
- Kann ich mich selbst erzählen – und dabei erkennen? Prinzipien und Perspektiven einer Psychologie des Homo narrator. In: A. Strohmaier (Hrsg.): Kultur – Wissen – Narration. Perspektiven transdisziplinärer Erzählforschung für die Kulturwissenschaften. transcript, Bielefeld 2013, S. 75–144.
- Der Begriff der Krise in der Psychologie. In: C. Meyer, K. Patzel-Mattern, G. J. Schenk (Hrsg.): Krisengeschichte(n). (VSWG-Beihefte, Band 210). Steiner, Stuttgart 2013, S. 27–66.
- Lost and Found in Translation: Kulturelle Zumutungen und transitorische Identität in der migratorischen Existenz. Eva Hoffmans autobiographisch-interkulturelle Erzählung in der Perspektive einer narrativen Psychologie. In: Jahrbuch für Literatur und Psychoanalyse, 2014, S. 163–194.
- Verletzungsverhältnisse. Erlebnisgründe, unbewusste Tradierungen und Gewalt in der sozialen Praxis. In: Zeitschrift für Pädagogik 60, 1, 2014, S. 74–95.
- Erlebnisgründe in Verletzungsverhältnissen. Unerledigte Vergangenheiten in aktionalen Erinnerungen, persönlichen Selbstverhältnissen und sozialen Praxen. In: E. Angehrn, J. Küchenhoff (Hrsg.). Das unerledigte Vergangene. Macht und Grenzen der Erinnerung. Velbrück, Weilerswist 2015, S. 119–149.
- Ein Selbstbildnis erzählen. Narrative Identität, Kontingenz und Migration. In: S. Walz-Pawlita, B. Unruh, B. Janta, (Deutsche Psychoanalytische Vereinigung) (Hrsg.): Identitäten. (Bibliothek der Psychoanalyse). Psychosozial-Verlag, Gießen 2015, S. 17–42.